# J-Diggs
Джамал Диггс (англ. Jamal Diggs; род. 10 июля 1970), более известный под своим сценическим псевдонимом J-Diggs и также известный как Jay Diggs и J-Diggs tha Rockstar — американский рэпер из Вальехо, Калифорния. Он наиболее известен своими дружескими отношениями с другим ныне покойным рэпером из Вальехо Mac Dre. После смерти Mac Dre в 2004 году он стал директором основанного им лейбла Thizz Entertainment в месте с его материю Вандой Сальватто.

## Неприятности с законом
14 сентября 2012 года J-Diggs и три других подписанта Thizz Entertainment были арестованы за нападение и покушение на убийство в Гавайях.
9 июня 2013 года офис шерифа округа Вашингтон арестовал Джамала Диггса по ордеру за совершение уголовного преступления за пределами Гавайев, а также по обвинениям, связанным с наркотиками.
В мае 2020 года J-Diggs был арестован вместе со своей девушкой в округе Роджерс, Оклахома. Джамал хранил у себя 4 фунта каннабиса и 12000 долларов. Юридически марихуана разрешена в Оклахоме в медицинских целях, но не в таком количестве.

## Конфликты
В 2005 году J-Diggs был вовлечён в конфликт с рэпером из Сент-Луиса J-Kwon.
В февраля 2011 года J-Diggs выпустил дисс-трек на бывшего участника группы из Вальехо Funk Mobb Mac Shawn под названием «Rat Shawn».
Начиная с 2018 года J-Diggs враждует с рэпером из Сан-Франциско Messy Marv. После своего освобождения из-под тюремного исключения Messy Marv заявлял, что он никогда не был лично знаком с Mac Dre, однако сам Messy Marv раннее сотрудничал с ним при его жизни и даже отправлялся вместе с ним и другими рэперами из Области залива Сан-Франциско в совместный тур. Позже он это повторил в интервью каналу Introduction Tv. J-Diggs впрягся за своего покойного друга. 15 ноября 2018 года Messy Marv вместе со своими друзьями засняли на камеру, как они проезжают по северной части Вальехо, где живёт J-Diggs, и искали его. Один из друзей даже предложил постучать в дверь его дома, но Messy Marv не стал этого делать. Ролик был опубликован на YouTube.
С 2022 года J-Diggs также конфликтует и с другим рэпером из Сан-Франциско JT The Bigga Figga. JT The Bigga Figga считает, что J-Diggs нажился на имени Mac Dre после его смерти.

## Дискография

### Сольные альбомы
| - 2003: Both Sides Of The Gate - 2005: California Livin' Part Two - 2009: …Da Ugly - 2009: Da Good… - 2009: ...Da Bad… - 2009: J-Diggs.com - 2014: No Brakes!! - 2014: All Gas!! - 2014: Soul Of A Gangsta - 2016: California Livin' Part Three - 2018: #90DayHouseArrestProject - 2019: Where J-Diggs At? - 2007: Thizz Nation Vol. 17 Starring J-Diggs «Da Rockstar» |

### Совместные альбомы
- 2007: Dre Diggs presents «Me & My Cuddie» (совместно с Mac Dre)
- 2009: Fixed Fight (совместно с I-Rocc)
- 2010: Street Ballin' Vol. 1 (совместно с Rich The Factor)
- 2010: Street Ballin' Vol. 2 (совместно с Rich The Factor)
- 2012: IZM101 (совместно с Philthy Rich)

| - 2008: Ghost Ride The Whip |